# Josefa Sagañoles Martell
Josefa Sagañoles Martell (Lérida, 20 de agosto de 1890 – Barcelona, julio de 1982) fue una pintora e ilustradora española.

## Trayectoria
Hija de Teresa Martel Pallerol y del abogado y político liberal Francesc Sargañoles Reig, recibió una cuidada educación. Ingresó en la Academia de Bellas Artes de San Jorge en Barcelona estudiando con el profesor José Mongrell, pintor valenciano que había sido discípulo de Ignacio Pinazo y de Joaquín Sorolla cuya pintura era colorista inclinada al retrato y a los temas costumbristas.
En 1916, estudió en la Academia de Joaquín Xaudaró, que había abierto en Lérida. Como él era un asiduo participante en exposiciones y uno de los impulsores de los salones de humoristas. Sagañoles concurrió en los años 1917, 1918, 1919, 1920 y 1922 en Madrid y en el Segundo Salón de Humoristas de Barcelona en julio de 1918.
En el Salón de Madrid de 1918 José Francés se hizo eco de su presencia. Ella presentaba tres dibujos, La viudita, La morena del mantón y El chiquitín de la casa. Este último aparecía reproducido en el diario Mercurio de Barcelona. Es una escena de costumbres con un trazado limpio y delineado que hace destacar la figura sobre un fondo neutro.
La revista La Esfera en 1919 reproduce el dibujo La santera, que había presentado en el Salón de humoristas de 1919 en el que representa una anciana campesina con un paisaje de fondo. José Francés aludió al realismo y la sencillez de la composición.
En 1919 la revista Blanco y Negro publicó dos portadas con dibujos. En el mes de abril es una joven con peineta y mantilla que cubre su rostro con un abanico y de su mano cuelga un rosario, en noviembre de ese mismo año es un rostro de mujer en la que se nos muestra sobre un paisaje nevado tocada con un moderno sombrero de pieles. El dibujo, en tono modernista, evidencia influencia del japonismo con la utilización de la perspectiva muy plana, su título es  A siete bajo cero.
Se presentó en la exposición de portadas para la revista Nuevo mundo.
En 1922 Francés la nombró en una relación de ilustradoras que hizo en la revista Buen Humor nombrándola junto a Laura Albéniz, Lola Anglada, Marga Gil Röesset, María de los Ángeles López Roberts y Amparo y Gloria Brime entre otras. De ella dijo que  "esas mujercitas de ojos grandes, de sonrisa enigmática, de dulces actitudes, que Pepita Sagañoles envía a los Salones de Humoristas, son autorretratos".
Vivió entre Barcelona, Madrid y Lérida aunque ya solo participó en 1944  una exposición del Instituto de Estudios Ilerdenses con motivo de la inauguración de su sección de Bellas Artes.
En 2003 el Círculo de Bellas Artes de Lérida organizó una exposición antológica de su obra.
En 2019 fue incluida en la exposición colectiva Dibujantas, pioneras de la Ilustración en el Museo ABC.